# Lumír Mistr
Lumír Mistr (ur. 12 stycznia 1969) – czeski piłkarz występujący na pozycji pomocnika. Reprezentant Czechosłowacji.

## Kariera klubowa
Mistr karierę rozpoczynał w 1988 roku w zespole Rudá Hvězda Cheb, grającym w pierwszej lidze czechosłowackiej. W 1990 roku klub zmienił nazwę na Union Cheb, a Mistr grał tam do końca sezonu 1990/1991. Następnie przeszedł do także pierwszoligowej Sparty Praga. W ciągu 7 sezonów gry dla tego klubu, zdobył z nim mistrzostwo Czechosłowacji (1993), cztery mistrzostwa Czech (1994, 1995, 1997, 1998), Puchar Czechosłowacji (1992) oraz Puchar Czech (1996).
W 1998 roku Mistr odszedł do Dukli Příbram, również występującej w pierwszej lidze czeskiej. Na początku 1999 roku przeniósł się do greckiego Arisu Saloniki, gdzie po sezonie 1998/1999, zakończył karierę.

## Kariera reprezentacyjna
W reprezentacji Czechosłowacji Mistr zadebiutował 2 września 1992 w przegranym 1:2 meczu eliminacji Mistrzostw Świata 1994 z Belgią. W drużynie narodowej rozegrał dwa spotkania, oba w 1992 roku.